# Pereje
Pereje est une localité espagnole du municipio de Trabadelo dans la comarque de El Bierzo, province de León, communauté autonome de Castille-et-León.
Cette localité est une halte sur le Camino francés du Pèlerinage de Saint-Jacques-de-Compostelle.

## Géographie

### Localités voisines
| Nord-ouest Trabadelo (chef-lieu) (municipio de Trabadelo)                                | Nord Sotelo (municipio de Trabadelo) et Cela (municipio de Villafranca del Bierzo) | Nord-est Pobladura de Somoza (municipio de Villafranca del Bierzo)               |
| Ouest Parada de Soto (municipio de Trabadelo)                                            |                                                                                    | Est Landoiro et Puente del Rey (municipio de Villafranca del Bierzo)             |
| Sud-ouest Moral de Valcarce (municipio de Trabadelo) et Dragonte (municipio de Corullón) | Sud Villagroy (municipio de Corullón)                                              | Sud-est Villafranca del Bierzo (chef-lieu) (municipio de Villafranca del Bierzo) |

## Culture et patrimoine

### Pèlerinage de Compostelle

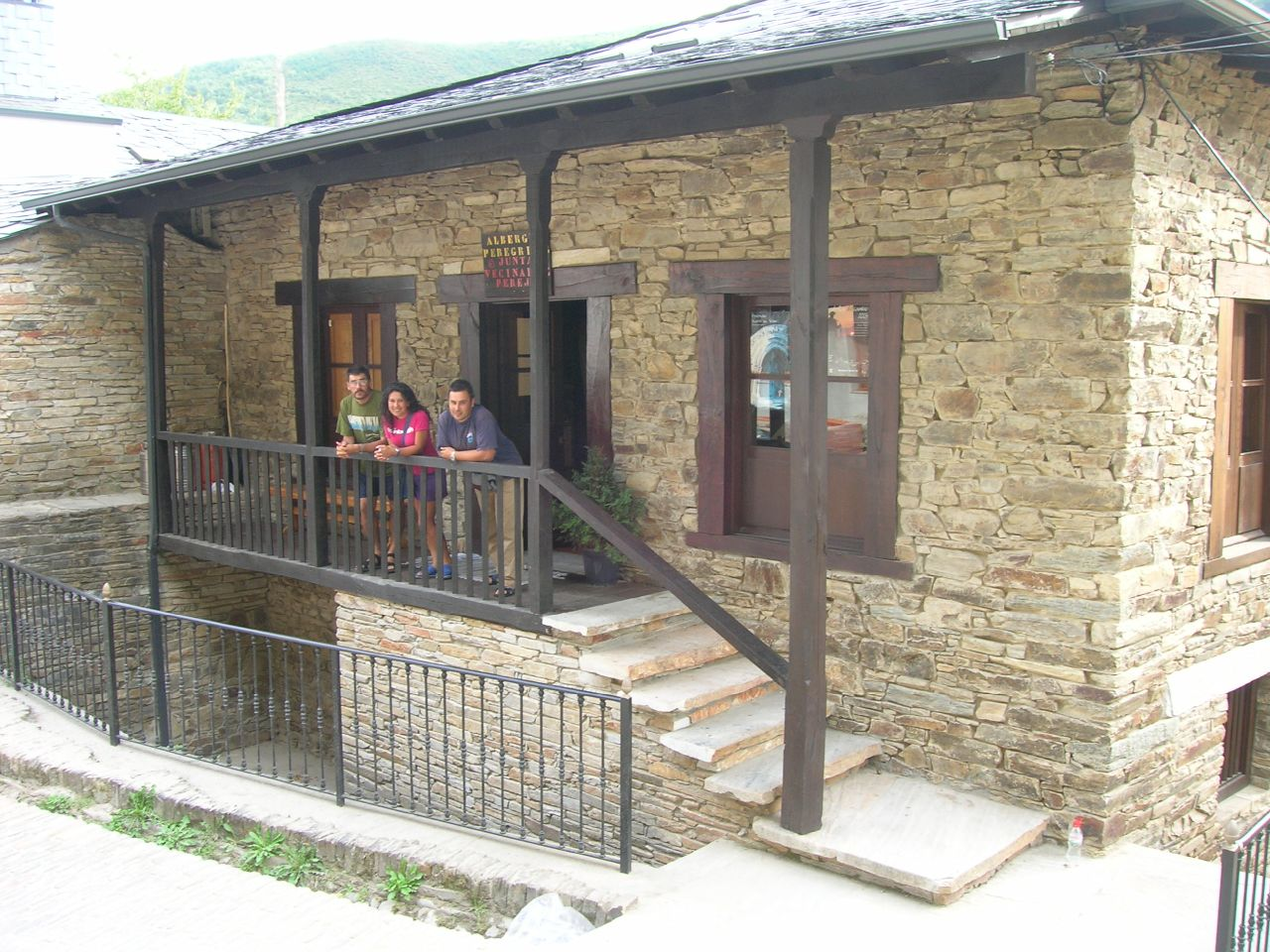
Albergue de Peregrinos à Pereje

Par le Camino francés du Pèlerinage de Saint-Jacques-de-Compostelle, le chemin vient de la localité de Villafranca del Bierzo, chef-lieu du municipio du même nom.
La prochaine halte est la localité de Trabadelo, chef-lieu du municipio du même nom.

### Patrimoine civil

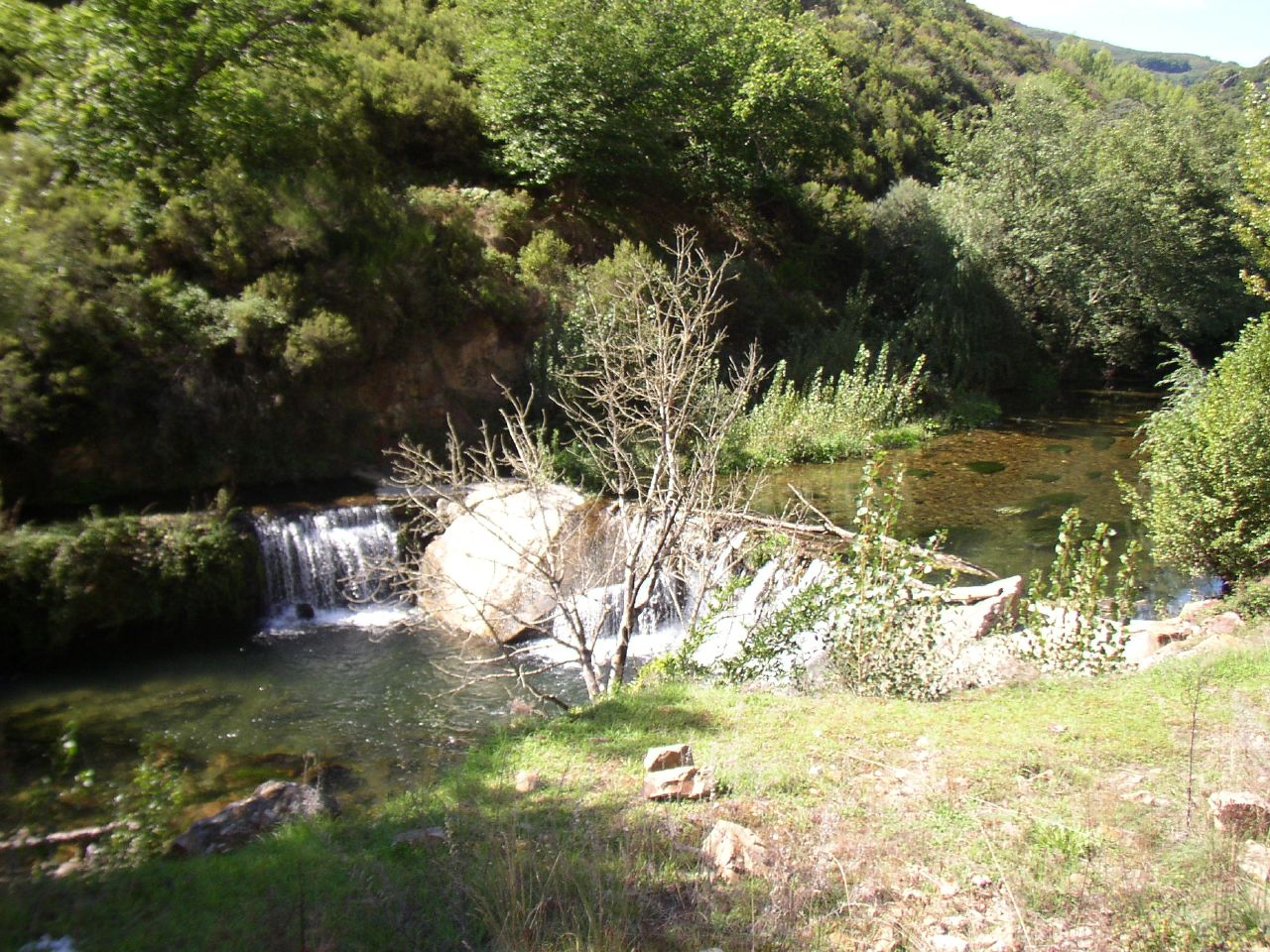
Le río Valcarce près de Pereje

## Sources et références
- (de) Cet article est partiellement ou en totalité issu de l’article de Wikipédia en allemand intitulé « Pereje » (voir la liste des auteurs).
- (fr) Grégoire, J.-Y. & Laborde-Balen, L. , « Le Chemin de Saint-Jacques en Espagne - De Saint-Jean-Pied-de-Port à Compostelle - Guide pratique du pèlerin », Rando Éditions, mars 2006,  (ISBN 2-84182-224-9)
- (fr)« Camino de Santiago St-Jean-Pied-de-Port - Santiago de Compostela », Michelin et Cie, Manufacture Française des Pneumatiques Michelin, Paris, 2009,  (ISBN 978-2-06-714805-5)
- (fr)« Le Chemin de Saint-Jacques Carte Routière », Junta de Castilla y León, Editorial